# The Weight of the World (álbum)
The Weight of the World es el séptimo álbum de estudio de la banda estadounidense de heavy metal Metal Church, publicado en 2004 por SPV/Steamhammer Records. Luego de la salida del vocalista David Wayne, el guitarrista John Marshall y el bajista Duke Erickson, Kurdt Vanderhoof (guitarra) y Kirk Arrington (batería) contrataron a Ronny Munroe, Jay Reynolds, y Steve Unger en su reemplazo, respectivamente, que dio inicio a la tercera etapa de la banda.

## Comentarios de la crítica
The Weight of the World recibió críticas mixtas por parte de la prensa especializada. Eduardo Rivadavia de Allmusic destacó la inconsistencia de las canciones citando como ejemplo a «Hero's Soul» y «Sunless Sky» como «memorables» y a «Wings of Tomorrow» y «Bomb to Drop» como «olvidables». Además, consideró a los nuevos integrantes como suficientemente hábiles, pero criticó a Ronny Munroe a quien llamó el eslabón más débil, cuya presencia y poder no siempre iguala al resto. Tony Daley de Blabbermouth.net también criticó la actuación de Munroe, la cual consideró que no estaba a la altura. Sobre el sonido del álbum, Daley mencionó que hacía recordar a la nueva ola del heavy metal británico antes del desarrollo del thrash metal y añadió que era «una obra agradable aunque defectuosa».
Greg Pratt de Exclaim! destacó los riffs y las melodías que hacían recordar al heavy metal de los ochenta desde la NWOBHM al thrash hasta un metal melodramático, pero estimó que las canciones eran demasiado largas y la portada aburrida. Frank Trojan de Rock Hard mencionó que Munroe está «demostrando ser una victoria absoluta» y su «voz ahumada y agresiva se adapta muy bien a las diez canciones». Además, a pesar de que poseía «una producción un poco embarrada» y una o dos canciones promedio, consideró al álbum como el regreso del año y un «bien merecido impulso en la carrera» de la banda.

## Lista de canciones
| N.º | Título                | Escritor(es)                                | Duración |  |
| 1.  | «Leave Them Behind»   | Ronny Munroe, Kurdt Vanderhoof              | 5:47     |  |
| 2.  | «Weight of the World» | Munroe, Vanderhoof, Kirk Arrington          | 5:24     |  |
| 3.  | «Hero's Soul»         | Munroe, Vanderhoof                          | 4:45     |  |
| 4.  | «Madman's Overture»   | Vanderhoof                                  | 8:35     |  |
| 5.  | «Sunless Sky»         | Munroe, Vanderhoof                          | 5:28     |  |
| 6.  | «Cradle to Grave»     | Munroe, Vanderhoof                          | 5:54     |  |
| 7.  | «Wings of Tomorrow»   | Munroe, Vanderhoof, Arrington, Jay Reynolds | 6:16     |  |
| 8.  | «Time Will Tell»      | Munroe, Vanderhoof                          | 5:11     |  |
| 9.  | «Bomb to Drop»        | Munroe, Vanderhoof                          | 4:07     |  |
| 10. | «Blood Money»         | Munroe, Vanderhoof                          | 5:07     |  |

## Músicos
- Ronny Munroe: voz
- Kurdt Vanderhoof: guitarra
- Jay Raynolds: guitarra
- Steve Unger: bajo
- Kirk Arrington: batería